# Ivo Novák (politik)
Ivo Novák (* 22. března 1958) byl československý a slovenský fyzik, politik, a poslanec Sněmovny národů Federálního shromáždění za Veřejnost proti násilí po sametové revoluci.

## Biografie
K roku 1990 se profesně uvádí jako fyzik, bytem Bratislava.
V lednu 1990 zasedl v rámci procesu kooptací do Federálního shromáždění po sametové revoluci jako bezpartijní poslanec, respektive poslanec za VPN, do slovenské části Sněmovny národů (volební obvod č. 93 - Zbehy, Západoslovenský kraj). Ve Federálním shromáždění setrval do konce funkčního období, tedy do voleb roku 1990.